# Bartolomé Moszoro
Bartolomé Estanislao Moszoro (en polaco: Bartłomiej Stanisław Moszoro; Rosario, 1950), polaco nacido en Argentina en una familia de intelectuales polacos emigrantes, emprendedor, scout y activista social. Cónsul honorario de la República de Polonia en Rosario.

## Biografía
Bartolomé Moszoro proviene de una familia de origen armenio. Su madre, Ludmiła Dąbrowska (1917–2012), escapó del arresto de la NKVD en Lviv en 1939 y huyó a Cracovia. Poco después fue arrestada y en noviembre de 1942 fue enviada al campo de concentración de Auschwitz. Después de la guerra, emigró a Londres, donde conoció a su marido, el emigrante polaco Ing. Kazimierz Moszoro (1911-1998). Antes de la guerra, sus padres eran activistas académicos en Lviv. Se establecieron en Rosario, donde tuvieron cuatro hijos. Bartolomé Moszoro perteneció a los Scouts de Polonia en Rosario y desempeñó diversas funciones en la ZHP (Unión de Scouts Polacos, Distrito Argentina).
Es egresado de la Facultad de Ciencias Económicas de la Universidad Nacional de Rosario con el título de Contador Público Nacional. A partir de 1976 se desempeñó en cargos gerenciales, primero en la industria de producción de café y té, y de 1989 a 2013 en la industria de reactivos para diagnóstico clínico.
Bartolomé Moszoro participó activamente en la Unión de Polacos en la República Argentina (UPRA) y en las asociaciones polacas en Rosario ("F. Chopin" y "Dom Polski"). Escribió para el semanario "Głos Polski" de Buenos Aires. Desde el 1 de diciembre de 1997, es cónsul honorario de la República de Polonia con sede en Rosario y miembro del Consejo Directivo del Cuerpo Consular en Rosario.
Fue uno de los iniciadores y fundadores de la Universidad Austral, perteneciendo al "Grupo Promotor" de 1989 a 1997.
En 2022, recibió la Cruz de Oficial de la Orden al Mérito de la República de Polonia, de manos del Presidente de la República de Polonia, Andrzej Duda, por su  compromiso en la promoción económica y cultural de Polonia en la Provincia de Santa Fe. En 2024, recibió el premio "Embajador de la Historia de Polonia" del Instituto de la Memoria Nacional.